# Fort Union National Monument
Le monument national de Fort Union (anglais : Fort Union National Monument  ) est un site protégé situé dans l'État de Nouveau-Mexique aux États-Unis.